# Avenue Morgan
L'avenue Morgan est une voie de la ville de Montréal au Québec

## Situation et accès
Cette importante avenue, qui est l’une des plus anciennes rue du quartier Hochelaga-Maisonneuve, est délimitée par la rue Sainte-Catherine Est au sud et par la rue Ontario Est au nord. Cette double voie d’une longueur approximative de 0,5 km traverse les rues La Fontaine et Adam. L’avenue résidentielle dessert une population d’environ une centaine de résidents.

## Origine du nom
Son nom vient du commerçant écossais Henry Morgan, premier propriétaire des magasins Morgan (en) (aujourd’hui acheté par La Baie depuis 1960) qui avait sa résidence à l’emplacement du parc Morgan.

## Historique
Seule avenue inspirée du mouvement city beautiful à Montréal, ce projet urbain, destiné à l’élite bourgeoise canadienne française, visait à résoudre les problèmes de la ville tels que la salubrité, la congestion routière et les aqueducs déficients, en aménageant une longue avenue avec un terre-plein embellie de végétation et d’arbustes, et sur laquelle on verra de beaux bâtiments.
L’aménagement de l’avenue Morgan a été dessiné par Frederick Gage Todd en 1912.  Todd était également le concepteur du lac aux Castors sur le Mont Royal, à Montréal.  Les plans d’aménagement prévoyaient faire traverser la perspective de l’avenue du marché jusqu’à la vespasienne du parc en une ligne droite et pure.  La végétation telle qu’on la connaît aujourd’hui faisait également partie des plans à l’époque.  Les projets d’envergure de Maisonneuve entraînent des dépenses élevées, si bien que la ville est annexée à Montréal en 1918 à la suite d'une situation financière précaire (17 millions de dollars de dette) qui coïncide avec une crise économique importante due à la guerre.
De plus, ce type d’aménagement urbain ne répond pas à la problématique de l’époque. Il faudra attendre que Montréal investisse les fonds nécessaires pour qu’un système d’aqueduc efficace soit installé.  Plusieurs travaux à cet effet seront effectués et en 1931, pour la première fois à Montréal, le bain Maisonneuve offre des cours de natation à ses usagers.
Le parc, commandé en raison des travaux de chômage par le maire de Montréal Camillien Houde, est aménagé en 1933 par Dona Beaupré.  Aujourd’hui, l’avenue Morgan est mentionnée comme site patrimonial.

## Bâtiments remarquables et lieux de mémoire
- Le bain public et gymnase de Maisonneuve a été construit en 1914 par Marius Dufresne pour remédier aux problèmes d’hygiène de l’époque et permettre à la population de se laver.  D’inspiration antique, ce monument, qui se veut une reproduction de la station centrale de train de New York, a coûté une fortune à la jeune ville de Maisonneuve. Sa façade comporte une sculpture intitulée Les Petits Baigneurs[2] d'Alfred Laliberté, un célèbre sculpteur québécois.
- Le Marché Maisonneuve, construit également en 1914 par Marius Dufresne, est un marché public de ravitaillement pour la ville. D’architecture beaux-arts, ce bâtiment monumental riche de colonnes, frontons et arcs plein cintre se veut de style Second Empire de par ses pavillons aux toits quatre versants et sa coupole centrale.  La fontaine de la fermière au premier plan est également une œuvre d’Alfred Laliberté, le même célèbre sculpteur québécois que cité précédemment.
- Le Théâtre Denise-Pelletier, anciennement Théâtre Granada fut l’un des plus somptueux et luxueux théâtre de la région.  Dessiné par Emmanuel Doucet en 1928 et décoré par Emmanuel Briffa durant l’ âge d’or des cinémas, ce théâtre est encore aujourd’hui l’un des plus importants de Montréal.

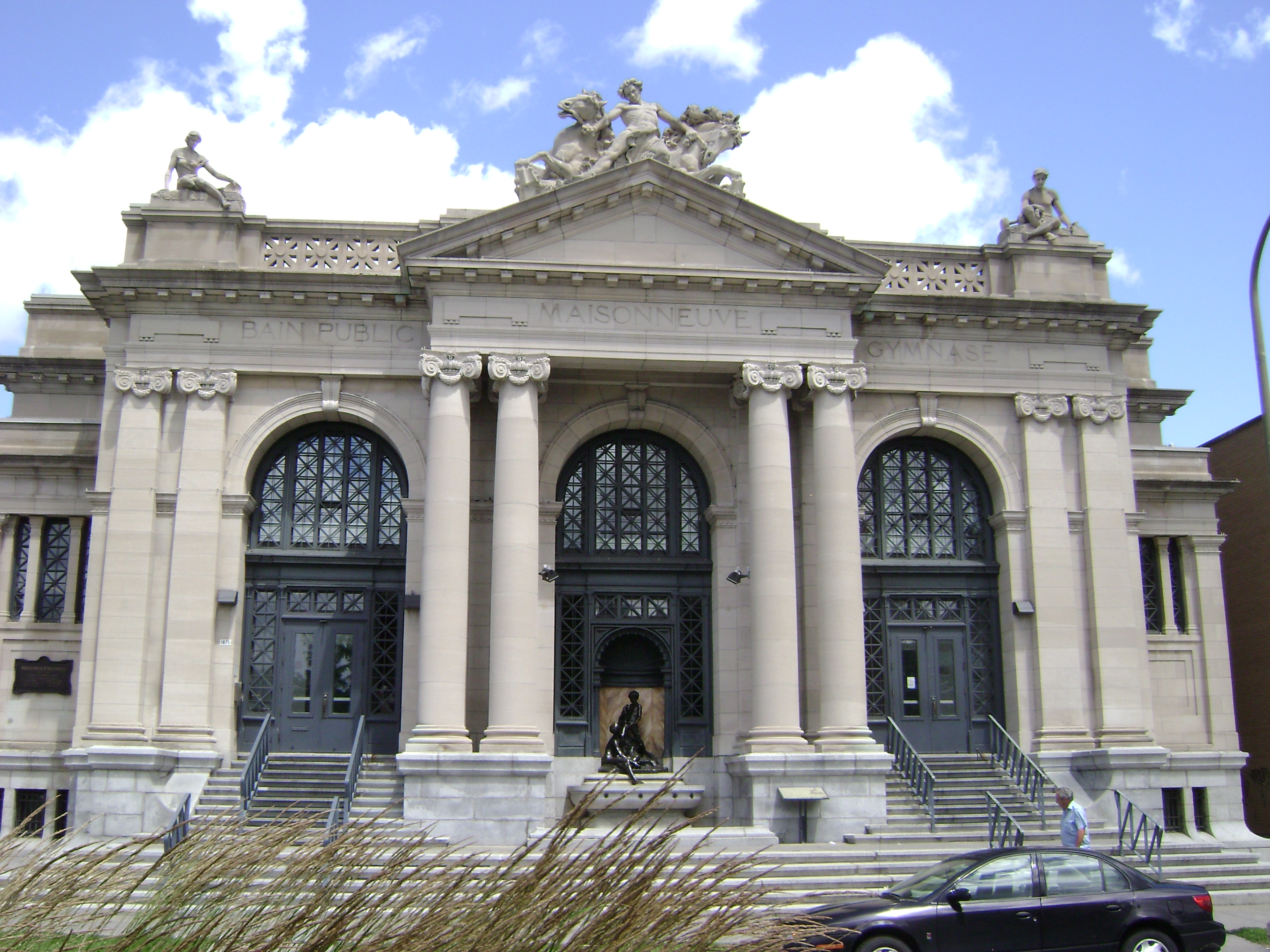
Bain public Maisonneuve
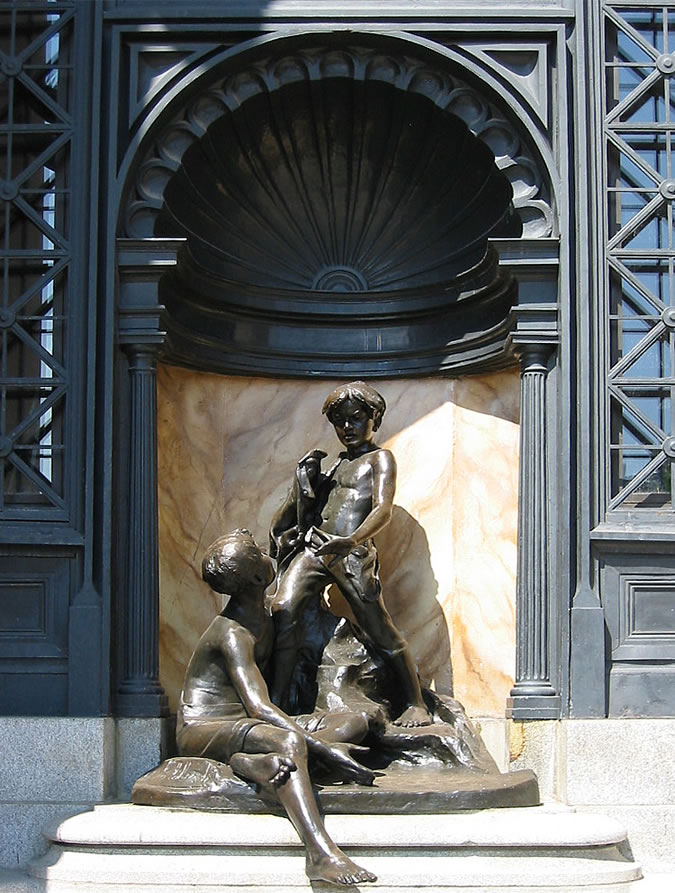
Les Petits Baigneurs
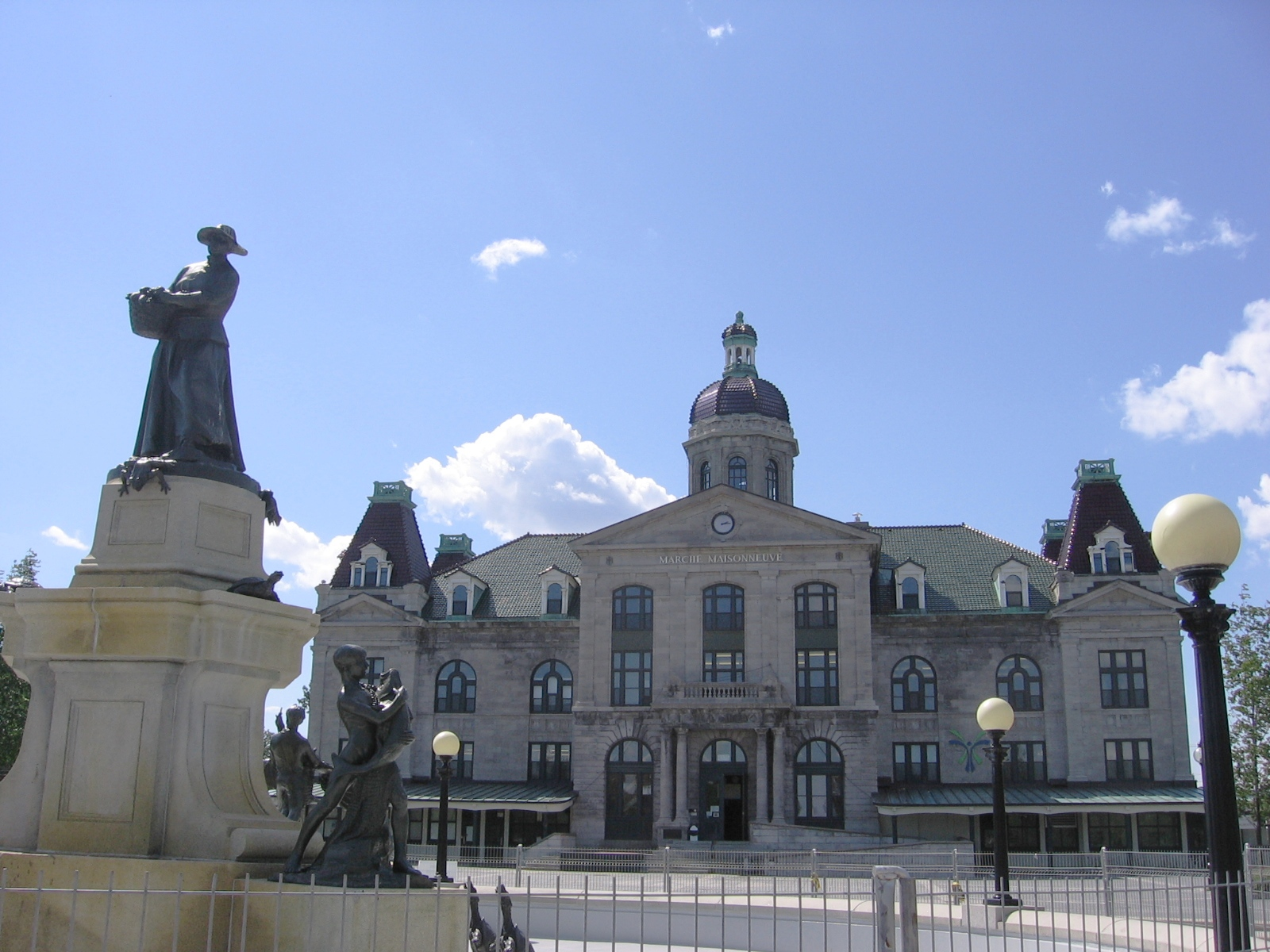
Marché Maisonneuve
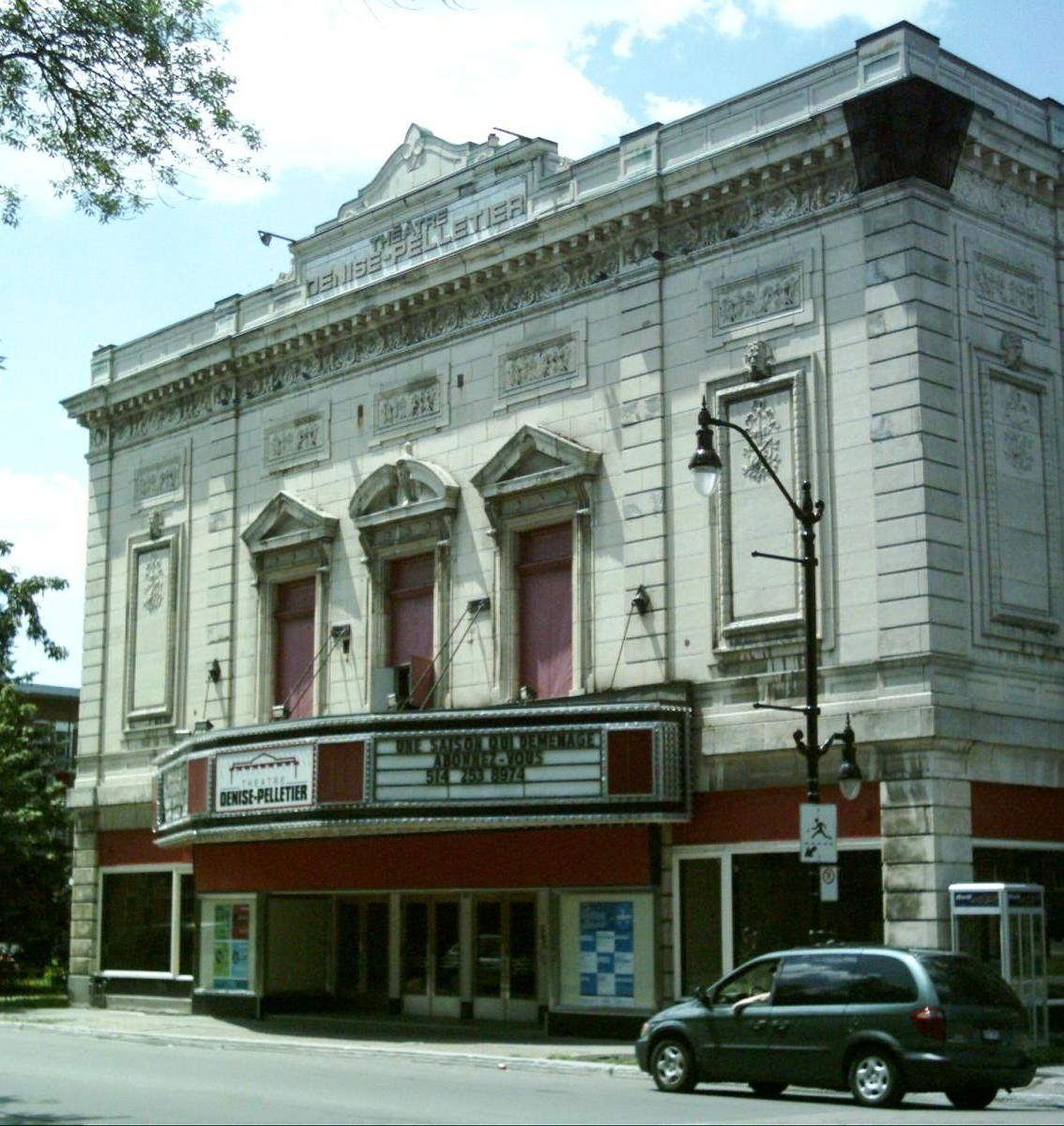
Théâtre Denise-Pelletier

## Sources
Commission d'initiative et de développement économiques de Montréal, Le rêve industriel. Le patrimoine de Montréal : quartiers Hochelaga, Maisonneuve et Préfontaine. Coll. Pignon sur rue, Éditions CIDEM. Montréal. 1987
PAYETTE, Diane. Passeport pour Hochelaga Maisonneuve. Atelier d'histoire Hochelaga-Maisonneuve. Montréal. 1983
BALL, Norman R., dir. Building Canada. A history of public work. University of Toronto Press.  Toronto. 1988